# Blajan
Blajan – miejscowość i gmina we Francji, w regionie Oksytania, w departamencie Górna Garonna.
Według danych na rok 1990 gminę zamieszkiwało 521 osób, a gęstość zaludnienia wynosiła 41 osób/km² (wśród 3020 gmin regionu Midi-Pireneje Blajan plasuje się na 575. miejscu pod względem liczby ludności, natomiast pod względem powierzchni na miejscu 904.).